# Paseo de San Javier
Paseo de San Javier är en ort i Mexiko.   Den ligger i kommunen Pesquería och delstaten Nuevo León, i den centrala delen av landet, 700 km norr om huvudstaden Mexico City. Paseo de San Javier ligger 394 meter över havet och antalet invånare är 1 516.
Terrängen runt Paseo de San Javier är platt. Runt Paseo de San Javier är det tätbefolkat, med 343 invånare per kvadratkilometer. Närmaste större samhälle är Monterrey, 19,8 km väster om Paseo de San Javier. Trakten runt Paseo de San Javier består i huvudsak av gräsmarker.